# Municipio Comarapa
Das Municipio Comarapa ist ein Verwaltungsbezirk im Departamento Santa Cruz im Tiefland des südamerikanischen Anden-Staates Bolivien.

## Lage im Nahraum
Das Municipio Comarapa ist eines von zwei Municipios in der Provinz Manuel María Caballero. Es grenzt im Norden und Nordwesten an das Departamento Cochabamba, im Südwesten an das Municipio Saipina, im Süden an die Provinz Vallegrande, im Osten an die Provinz Florida und im Nordosten an die Provinz Ichilo.
Das Municipio liegt zwischen 17°27' und 18°13' südlicher Breite und 64°06' und 64°49' westlicher Länge, es erstreckt sich etwa 80 Kilometer in nord-südlicher und 50 Kilometer in ost-westlicher Richtung. Der zentrale Ort des Municipios ist die Stadt Comarapa mit 5315 Einwohnern (Volkszählung 2001) am Westrand des Municipios.

## Geographie
Das Municipio Comarapa liegt am südöstlichen Rand des Gebirgszuges der Cordillera Oriental, der den Übergang vom bolivianischen Tiefland zu den Hochgebirgsketten der Anden bildet. Das Klima ist mild-gemäßigt und ein typisches Tageszeitenklima, bei dem die Temperaturunterschiede zwischen Tag und Nacht deutlicher ausgeprägt sind als zwischen den Jahreszeiten.
Die Jahresdurchschnittstemperatur beträgt 20 °C und schwankt nur unwesentlich zwischen 17 °C im Juli und knapp 22 °C im November und Dezember (siehe Klimadiagramm Comarapa). Der Jahresniederschlag von 640 mm weist eine für die Landwirtschaft ausreichende Menge auf und erreicht in den Sommermonaten von Dezember bis Februar Monatswerte zwischen 100 und 125 mm; die Trockenzeit mit Werten deutlich unter 40 mm von April bis Oktober ist jedoch verhältnismäßig lang.

## Bevölkerung
Die Einwohnerzahl des Municipios ist zwischen 1992 und 2024 um etwas mehr als die Hälfte angestiegen:
| Jahr | Einwohner | Quelle       |
| ---- | --------- | ------------ |
| 1992 | 11.846    | Volkszählung |
| 2001 | 14.660    | Volkszählung |
| 2012 | 15.919    | Volkszählung |
| 2024 | 17.132    | Volkszählung |

Die Bevölkerungsdichte des Municipios bei der letzten Volkszählung von 2024 betrug 5,3 Einwohner/km². Die Lebenserwartung der Neugeborenen betrug 58,5 Jahre, die Säuglingssterblichkeit war von 7,8 Prozent (1992) auf 8,5 Prozent im Jahr 2001 leicht angestiegen.
Der Alphabetisierungsgrad bei den über 6-Jährigen ist von 77,9 Prozent (1992) auf 85,4 Prozent angestiegen. 91,1 Prozent der Bevölkerung sprechen Spanisch, 47,4 Prozent sprechen Quechua und 1,5 Prozent Aymara.
60,5 Prozent der Bevölkerung haben keinen Zugang zu Elektrizität, 49,8 Prozent leben ohne sanitäre Einrichtung. (2001)
74,1 Prozent der 3.577 Haushalte besitzen ein Radio, 31,6 Prozent einen Fernseher, 47,3 Prozent ein Fahrrad, 6,2 Prozent ein Motorrad, 9,3 Prozent ein Auto, 10,7 Prozent einen Kühlschrank, und 3,2 Prozent ein Telefon. (2001)

## Politik
Ergebnis der Regionalwahlen (concejales del municipio) vom 4. April 2010:
| Wahl- berechtigte |  | Wahl- beteiligung | gültige Stimmen |  | MAS-IPSP | VERDES | MSM    | SOL   |
| ----------------- |  | ----------------- | --------------- |  | -------- | ------ | ------ | ----- |
| 7.007             |  | 6.207             | 4.831           |  | 2.921    | 916    | 552    | 442   |
|                   |  | 88,6 %            | 77,8 %          |  | 60,5 %   | 19,0 % | 11,4 % | 9,1 % |

Ergebnis der Regionalwahlen (elecciones de autoridades políticas) vom 7. März 2021:
| Wahl- berechtigte |  | Wahl- beteiligung | gültige Stimmen |  | MAS-IPSP | CREEMOS | UNIDOS | ASIP   | SOL    | MNR    |
| ----------------- |  | ----------------- | --------------- |  | -------- | ------- | ------ | ------ | ------ | ------ |
| 10.715            |  | 9.411             | 8.178           |  | 5.074    | 2.198   | 688    | 139    | 59     | 20     |
|                   |  | 87,83 %           | 86,90 %         |  | 62,04 %  | 26,88 % | 8,41 % | 1,70 % | 0,72 % | 0,24 % |

## Gliederung
Das Municipio Comarapa untergliedert sich in die folgenden acht Kantone (cantones):
- Cantón Capillas – 4 Vicecantones – 4 Gemeinden – 658 Einwohner (zentraler Ort: Capillas) im Westteil des Municipios
- Cantón Comarapa – 8 Vicecantones – 17 Gemeinden – 5.165 Einwohner (zentraler Ort: Comarapa) im Westteil des Municipios
- Cantón Manzanal – 4 Vicecantones – 4 Gemeinden – 469 Einwohner (zentraler Ort: Manzanal) im Westteil des Municipios
- Cantón Pulquina – 7 Vicecantones – 7 Gemeinden – 1.728 Einwohner (zentraler Ort: Pulquina) im Südteil des Municipios
- Cantón San Isidro – 8 Vicecantones – 14 Gemeinden – 3.322 Einwohner (zentraler Ort: San Isidro) im Südteil des Municipios
- Cantón San Juan del Potrero – 6 Vicecantones – 10 Gemeinden – 830 Einwohner (zentraler Ort: San Juan del Potrero) im Nordostteil des Municipios
- Cantón San Matéo – 4 Vicecantones – 4 Gemeinden – 553 Einwohner (zentraler Ort: San Matéo) im Nordwestteil des Municipios
- Cantón Torrecillas – 13 Vicecantones – 17 Gemeinden – 1.822 Einwohner (zentraler Ort: Torrecillas) im Westteil des Municipios

## Ortschaften im Municipio Comarapa
- Comarapa 5315 Einw. – San Isidro 1602 Einw. – La Palizada 878 Einw. – Pulquina 804 Einw. – San José de la Capilla 502 Einw.